# Elke Reichart
Elke Reichart (* 1952 als Elke Dietrich) ist eine deutsche Journalistin und Autorin.

## Werdegang
Reichart stammt aus Herzberg am Harz und absolvierte die Deutsche Journalistenschule in München. Die ersten Jahre nach ihrer Ausbildung gehörte Reichart der Redaktion der Münchner Abendzeitung an, wo sie insbesondere Artikel aus dem medizinischen Umfeld schrieb. Von Ende 1984 bis Ende 1989 arbeitete Reichart unter den Erschwernissen der Zensur in der Endphase der Apartheid als freie Journalistin im südafrikanischen Kapstadt, wo auch 1987 ihr Sohn zur Welt kam. Zurück in Deutschland produzierte sie unter anderem Dokumentationen für das ZDF.
Im sozialen Bereich engagierte sich Reichart beispielsweise mit der Gründung einer Elterninitiative, aus der eine hochmoderne Kinderklinik und eine Kinder-Ambulanz am Münchner Klinikum Großhadern entstand. Sie gehört dem Vorstand des Vereins „Lebensmut e.V.“ an, der sich im Bereich Psychoonkologie engagiert.
Reichart ist seit 1985 mit dem Herzchirurgen Bruno Reichart verheiratet und lebt in Leutstetten.

## Auszeichnungen
- 2003: Bundesverdienstkreuz am Bande[6]
- 2008: Bayerische Staatsmedaille für soziale Verdienste[7]

## Bücher
- mit Andrea Hauner: Bodytalk : der riskante Kult um Körper und Schönheit. Deutscher Taschenbuch Verlag, München 2004, ISBN 978-3-423-62203-5.
- Deutschland, gefühlte Heimat: Hier zu Hause und trotzdem fremd?! Deutscher Taschenbuch Verlag, München 2008, ISBN 978-3-423-62347-6.
- Gute-freunde-boese-freunde: leben im web. Deutscher Taschenbuch Verlag, München 2011, ISBN 9783423624961.
- Was heißt hier Respekt?! Deutscher Taschenbuch Verlag, München 2015, ISBN 978-3-423-62610-1.
- mit Andreas Lebert, Stephan Lebert, Bruno Reichart: Herzensangelegenheiten. Fischer, Frankfurt am Main 2017, ISBN 978-3-596-29907-2.

Herausgeberschaften
- Insemination, In-vitro-Fertilisation: Indikation, Technik, Genetik, psychosomat., theol.-eth. Aspekte, rechtl. Interpretation. Schulz, Percha 1987, ISBN 978-3-7962-0157-8.
- mit Jan Murken: Down-Syndrom: aktuelle Bezeichnung für Mongolismus. Schulz, Percha 1990 ISBN 978-3-7962-0515-6.
- mit Andrea Hauner: § 218: zur aktuellen Diskussion. Droemer Knaur, München 1992, ISBN 978-3-426-77026-9.